# Ilford (ville)
Pour les articles homonymes, voir Ilford.
Ilford est une ville anglaise située dans la banlieue est de Londres, dans le borough londonien de Redbridge, duquel elle est le centre administratif. Les circonscriptions électorales d'Ilford South et Ilford North tirent leur nom de la ville.

## Historique
En 1653, Ilford était un village de 50 maisons. En 1801 la population atteint 1 724 personnes, elle a atteint son maximum en 1951 avec 184 706 habitants.
Elle prend son nom de Hyle, l'ancien nom celtique de la rivière Roding, qui arrose la ville, et un gué (ford en anglais).

## Personnalités liées
- Gary Stevenson (1986-), YouTuber et ancien trader britannique